# NGC 1530
NGC 1530 è una galassia a spirale barrata situata nella costellazione della Giraffa, a una distanza di circa 115 milioni di anni luce dalla nostra Via Lattea.

## Scoperta
La galassia è stata scoperta nel 1876 dall'astronomo tedesco Wilhelm Tempel.

## Descrizione
NGC 1530 è stata utilizzata da Gérard de Vaucouleurs come esempio di galassia del tipo morfologico "SB(rs)b" nel suo atlante delle galassie.
NGC 1530 ha una classe di luminosità II e presenta una larga riga a 21 cm dell'idrogeno neutro. Inoltre è una galassia di campo, cioè una galassia che non appartiene ad alcun ammasso o gruppo di galassie ed è quindi gravitazionalmente isolata.
Data la sua luminosità superficiale pari a 14,10, NGC 1530 può essere classificata come una galassia a bassa luminosità superficiale (nella letteratura in lingua inglese abbreviata in LSB, acronimo di Low Surface Brightness). Le galassie LSB sono galassie di tipo diffuso (D) con una luminosità superficiale inferiore di almeno una magnitudine a quella del cielo notturno circostante.
La luminosità di NGC 1530 nell'infrarosso lontano (da 40 a 400 µm) è uguale a 4,07 x 1010 {\displaystyle L_{\odot }} (1010,61 {\displaystyle L_{\odot }}) e la sua luminosità totale nell'infrarosso (da 8 a 1000 µm) è di 5,01 x 1010 {\displaystyle L_{\odot }} (1010,70 {\displaystyle L_{\odot }}).